# Anicla cemolia
Anicla cemolia är en fjärilsart som beskrevs av John G. Franclemont 1967. Anicla cemolia ingår i släktet Anicla och familjen nattflyn. Inga underarter finns listade i Catalogue of Life.